# Бікбауська сільська рада
Бікба́уська сільська рада (рос. Бикбауский сельский совет) — муніципальне утворення у складі Зіанчуринського району Башкортостану, Росія. Адміністративний центр — присілок Трушино.

## Населення
Населення — 827 осіб (2019, 899 в 2010, 1059 в 2002).

## Склад
До складу поселення входять такі пункти:
| Населений пункт           | Населення, осіб (2002) | Населення, осіб (2010) |
| ------------------------- | ---------------------- | ---------------------- |
| Бікбау, село              | 256                    | 199                    |
| Верхня Бікберда, присілок | 229                    | 191                    |
| Карадиган, присілок       | 39                     | 20                     |
| Нижня Бікберда, присілок  | 281                    | 268                    |
| Трушино, присілок         | 254                    | 221                    |